# Cortiglione
Cortiglione (piemontiul: Corgèli) település Olaszországban, Piemont régióban, Asti megyében. Lakosainak száma 527 fő (2023. január 1.). Cortiglione Belveglio, Incisa Scapaccino, Rocchetta Tanaro, Vaglio Serra, Vinchio és Masio községekkel határos.

## Népesség
A település lakossága az elmúlt években az alábbi módon változott:
| Lakosok száma | 575  | 563  | 527  |
|               | 2017 | 2018 | 2023 |